# Vallások és spirituális hagyományok listája

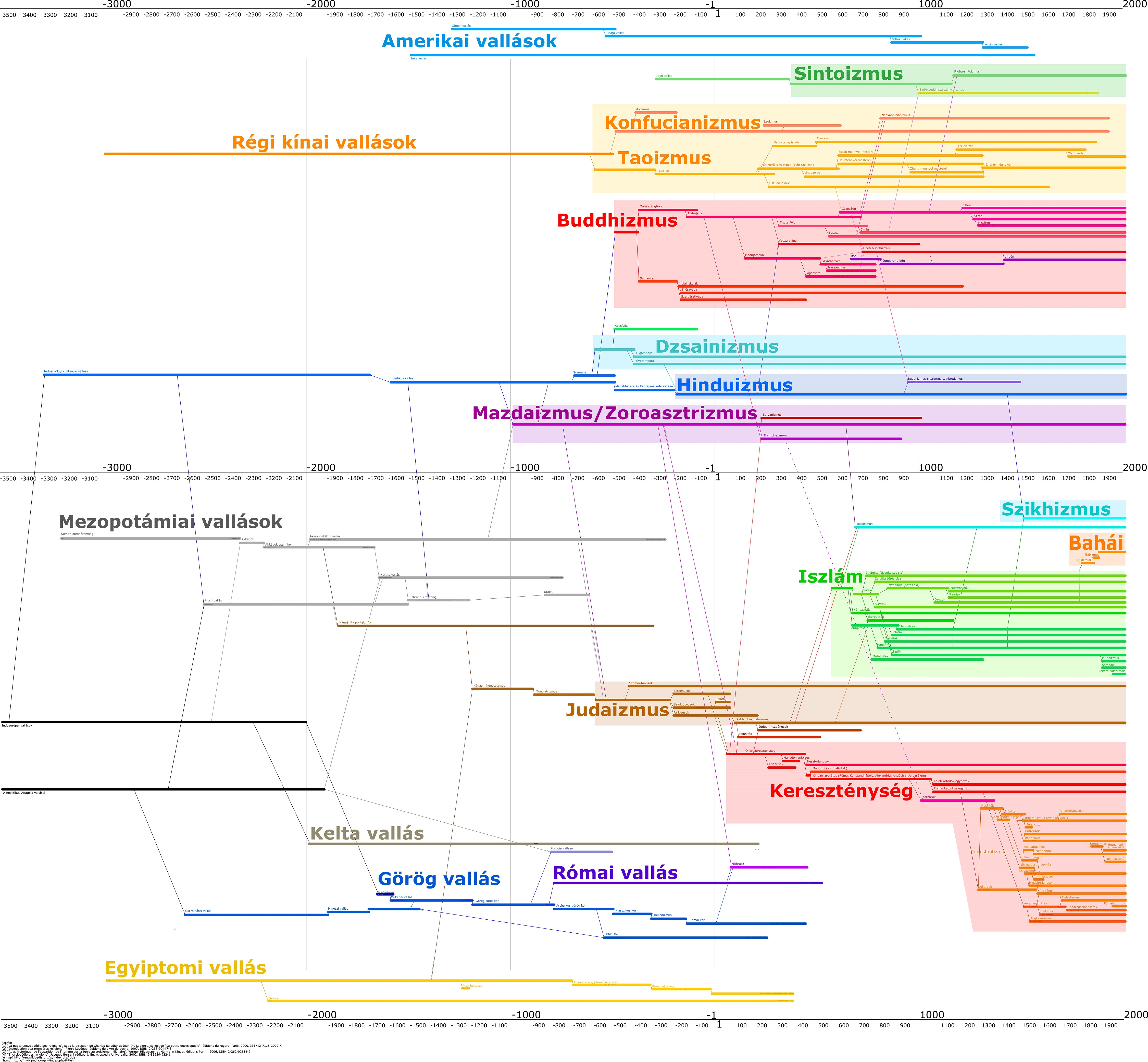
A vallások kronológiai története

A világon több ezer vallási irányzat van. Ez a cikk a főbb csoportokat és spirituális hagyományokat sorolja fel.

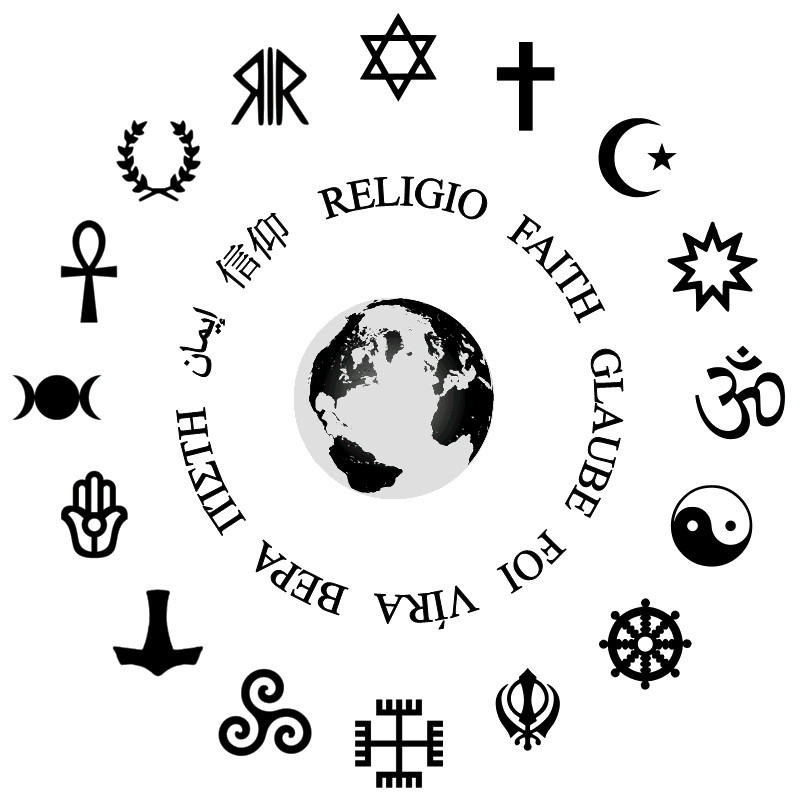
Vallási szimbólumok az óramutató járásával: judaizmus, kereszténység, iszlám, bahá'í, hinduizmus, taoizmus, buddhizmus, szikhizmus, szláv újpogányság, kelta politeizmus, heathenizmus (germán újpogányság), szemita újpogányság, wicca, kemetizmus, hellenizmus (görög pogányság), itáliai-római újpogányság

## Közel-keleti vallások
A Közel-Keletről származó vallások; nevezetesen a zoroasztrizmus, a judaizmus, a kereszténység és az iszlám, valamint a hozzájuk kapcsolódó és ezekból származó vallások és hagyományok.

### Bábizmus
- Azali

### Bahá'í hit
- Bahá'ís
- Ortodox bahá'í hit

### Kereszténység

#### Keleti kereszténység
- Kelet Egyháza (helytelenül " nesztorianizmus ") 
  - A keleti ősi egyház
  - Asszír keleti egyház
  - Káld katolikus egyház
- Keleti katolikus egyházak
  - Albán görögkatolikus egyház
  - Belarusz görögkatolikus egyház
  - Bolgár görögkatolikus egyház
  - Horvátország és Szerbia bizánci katolikus egyháza
  - Görög bizánci katolikus egyház
  - Magyar görögkatolikus egyház
  - Italoalbán bizánci katolikus egyház (más néven az "olasz-görög katolikus egyház")
  - Macedón bizánci katolikus egyház
  - Melkita bizánci katolikus egyház
  - Román görögkatolikus egyház
  - Orosz bizánci katolikus egyház
  - Ruszin görögkatolikus egyház (más néven a bizánci katolikus egyház)
  - Szlovákiai görögkatolikus egyház
  - Ukrán görögkatolikus egyház
  - Káld katolikus egyház
  - Szír katolikus egyház
  - Maronita egyház
  - Szír-malankár katolikus egyház
  - Szír-malabár katolikus egyház
- Keleti ortodox
  - Görög ortodox egyház
  - Szerb ortodox egyház
  - Orosz ortodox egyház
  - Román ortodox egyház
  - Bolgár ortodox egyház
  - Grúz ortodox egyház
  - Görög régi naptárbírók (más néven "valódi ortodox" vagy " igaz ortodox ")
  - Óhitűek (más néven "régi ritualisták") 
    - bezpopovecek (pópa/papság nélküliek)
    - popovecek
- Antikhalkédóni egyházak (más néven „ miafizita »/« monofizita ”) 
  - Örmény apostoli ortodox egyház
  - Kopt ortodox egyház
  - Szír ortodox egyház
  - Etióp ortodox egyház
  - Eritreai ortodox egyház (valamint az indiai Szent Tamás keresztények egy része )
- Szellemi keresztények
  - Duhoborok
  - Hlisztek
  - Molokánok
  - Szkopecek

#### Nyugati kereszténység
- Protestantizmus

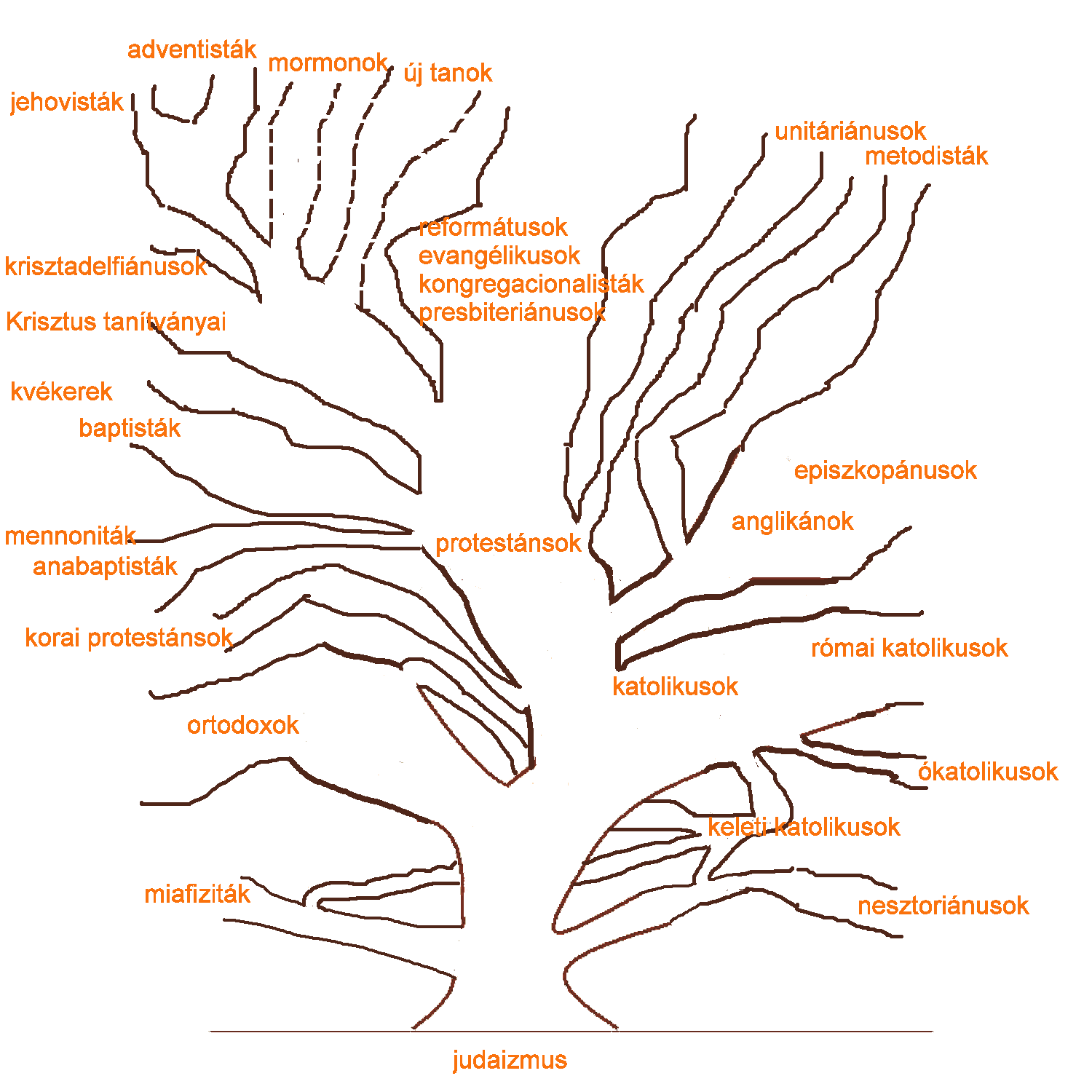
A kereszténység ágai

  - Anabaptizmus (radikális reformerek)
    - Amishok
    - Hutteriták
    - Mennoniták
    - River Brethren
    - Schwarzenau Brethren
    - Svájci Testvérek (történelmi)

  - Anglikánizmus
    - Anglo-Katolicizmus
    - Broad church
    - Continuing Anglican movement
    - Angol disszenterek
      - Nonkonformisták

    - High church
    - Low church
    - Open Evangelicals
    - Puritanizmus

  - Baptizmus
    - General Baptists
      - Free Will Baptists

    - Landmarkism
    - Missziós Baptisták
    - Primitive Baptists
    - Szigorú Baptisták
      - Reformált Baptisták

  - Bűnbánó mozgalom (wd)
  - Evangelikalizmus
    - Karizmatikus mozgalom
    - Diszpenzacionalista keresztény cionizmus
    - Emerging church
    - Új-karizmatikus mozgalom
    - Új-Evangelikalizmus
    - Plymouth Brethren
      - Exclusive Brethren
      - Open Brethren

    - Protestáns fundamentalizmus

  - Fekete (néger) egyház
    - Fekete (néger) teológia

  - Husziták (történelmi)
    - Herrnhuti testvérgyülekezet

  - Keresztény ateizmus
  - Keresztény deizmus
  - Liberális kereszténység
  - Lollardok (történelmi)
  - Lutheranizmus (evangélikusok)
    - Laestadianizmus
    - Pietizmus

  - Metodizmus
    - Kálvinista metodizmus
    - Szentség-mozgalom
      - Názáreti Egyház

    - Üdvhadsereg
    - Wesleyanizmus

  - Pünkösdi-karizmatikus mozgalom
    - Church of God (Isten egyháza)
    - Utolsó eső mozgalom
    - Hit szava

  - Reformált egyházak
    - Amyraldizmus
    - Arminiánizmus
      - Remonstránsok

    - Kálvinizmus
    - Keresztény rekonstrukcionizmus
    - Kongregacionalista egyházak
    - Református egyházak
      - Svájci
      - Holland
      - Francia hugenották

    - Neo-Kálvinizmus
    - Presbiterianizmus
    - Kvékerek
      - Sékerek

    - Zwinglianizmus

  - Restaurációs mozgalom
    - Adventizmus
      - Advent Christian Church
      - hetednapi adventisták
        - reform adventisták

      - Isten Egyházának Gyülekezetei (Hetednapi)
      - Bibliakutató mozgalom
        - Jehova Tanúi

    - Krisztadelfiánusok
    - Keresztény Tudomány
    - Krisztus Egyházai
    - Iglesia ni Cristo
    - Mormonizmus
      - Az Utolsó Napok Szentjeinek J. K. E.
      - Mormon fundamentalizmus

    - Millerizmus
    - Stone-Campbell mozgalom ("Campbelliták")

  - Swedenborgianizmus ("The New Church")
  - Valdensek (történelmi)
- Római katolikus egyház ("Katolicizmus")
  - Affirming Catholics
  - Breakaway Catholics
  - Katolikus karizmatikus megújulás
  - Hebrew Catholics
  - Független katolikus egyházak
    - Ókatolikusok (Utrechti unió)
      - Lengyel Nemzeti Katolikus Egyház

  - Liberális katolicizmus
    - Modernista katolicizmus
    - Liberális Katolikus Egyház

  - Felszabadítási teológia
  - Hagyományhű katolikusság
    - Szedevakantizmus

#### Más
Bizonyos keresztény csoportokat nehéz lenne „keleti” vagy „nyugati” osztályba sorolni. Ide került több gnosztikus csoport, mely szoros kapcsolatban állt a korai kereszténységgel. Irenaeus az akkori katolikus egyház szemszögéből írt ellenük.
- Arianizmus (történelmi)
- Baszilidiánizmus (történelmi)
- Bogumilizmus (történelmi) 
  - Bosnyák egyház (történelmi)
- Katharizmus (történelmi)
- Ezoterikus kereszténység
  - Behmenizmus
  - Keresztény Kabbala
  - martinizmus
- Keresztény univerzalizmus
- Ecclesia Gnostica
- Ecclesia Gnostica Catholica
- Mindenható Isten Egyháza
- Markionizmus (történelmi)
- Messiási zsidóság
  - Ebioniták (történelmi)
- Egyesítő Egyház
  - Világbéke és Egyesülés Egyháza
- Simóniánusok (történelmi)
- Teozófia
- Unitarianizmus
- Valentiniánizmus (történelmi)

### Iszlám

#### Háridzsiták
- Azraqi (történelmi)
- Haruriyyah (történelmi)
- Ibáditák
- Sufri (történelmi)

#### Síitaiszlám
- Iszmáiliták
  - Mustaali 
    - Atba-i-Malak 
      - Atba-i-Malak Badar
      - Atba-i-Malak Vakil

    - Alavi Bohra
    - Dawoodi Bohra 
      - Progresszív Dawoodi Bohra

    - Hebtiah Bohra
    - Sulaymani Bohra

  - Nizári
  - Satpanth
- Dzsa'fari  
  - Imámiták
    - Akhbari
    - Shaykhizmus
    - Uszuli

  - Alaviták
  - Alevizmus 
    - Bektásik
- Khurramiták (történelmi)
- Zajdijja

#### Szúfizmus
- Bektashi Rend
- Chishti rend
- Mevlevi rend
- Naqshbandi 
  - Jahriyya
- Kubrawiya 
  - Khufiyya
- Ni'matullāhī
- Qadiriyya
- Shadhili
- Suhrawardiyya
- Sufi Order International
- Tariqa
- Tijaniyyah
- Univerzális szúfizmus

#### Szunnitaiszlám
- Hanafita 
  - Ash'ari
  - Barelvi
  - Deobandi
  - Maturidi
  - Yihewani
- Hanbali
  - vahhábizmus
    - szalafizmus
- Máliki
- Sháfi'ita

#### Más
- Ahmadijja (ahmadi)
  - Lahore Ahmadijja
- Al-Fatiha
- Ali-Illahizmus
- Fekete muszlimok 
  - Amerikai muszlimok
  - Amerikai mór egyház
  - Iszlám Nemzet
  - Az Iszlám Egyesült Nemzete
- Európai Iszlám
- Ittifaq al-Muslimin
- Jadid
- Jamaat al Muslimeen
- Liberális mozgalmak az iszlámon belül 
  - Muszlim kanadai kongresszus 
    - Kanadai muszlim Unió

  - Progresszív brit muszlimok
  - Progresszív muszlim Unió
- Mahdavia
- Koranizmus
  - Tolú-e-Islam
  - United Submitters International
- Riaz Ahmed Gohar Shahi 
  - Messiah Foundation International
- Xidaotang

### Judaizmus
- Béta Izrael
- Fekete héber izraeliták (afrikai héberek)
- Karaiták zsidósága
- Kabbala
- Noahidizmus
- Messiási zsidóság

#### Rabbinikus judaizmus
- Konzervatív judaizmus
- Humanista judaizmus
- Zsidó megújulás
- Ortodox judaizmus
  - Haredi judaizmus
  - Haszidizmus
  - Modern ortodox judaizmus
- Rekonstrukciós judaizmus
- Reform-judaizmus

#### Történelmi judaizmus
- Esszénusok
- Farizeusok (a rabbinikus judaizmus őse)
- Szadduceusok (a karaára-judaizmus lehetséges őse)
- Zélóták
  - Sicarii
- Messianisztikus szekták  (wd)
  - Ebioniták
  - Elkaszaiták
  - Nazarénusok
- Sabbatizmus
  - Frankizmus

### Mandeizmus
- Sabians 
  - Mandaean nasaraean Sabeans
  - Harran Sabianai

### Yazdânizmus
- Yarsanizmus
- Jeziditák

### Zoroasztrizmus
- Behafaridians (történelmi)
- Mazdakizmus (történelmi)
- Zurvánizmus (történelmi)

## Indiai vallások
Az indiai szubkontinensből származó vallások; a hinduizmus, a jainizmus, a buddhizmus és a szikhizmus, valamint a hozzájuk kapcsolódó és azokból származó vallások és hagyományok.

### Násztika(heterodox indiai)
- ádzsívika
- buddhizmus
- csárváka (lókájata)
- dzsainizmus

### Buddhizmus
- Mahájána
  - Tientaj
    - tendai
    - Cshonthe

  - Buddha-természet
    - Dasabhúmika
    - Hua-jen iskola
      - Hvaom
      - Kegon

  - Csan buddhizmus
    - Caotung
    - zen
      - Szótó
        - Keizan vonal
        - Dzsakuen vonal
        - Kangan Giin

    - Lin-csi iskola 
      - Rinzai iskola
      - Ōbaku
      - Fuke-shu
      - Von buddhizmus

    - Kwan Um Zen iskolája
    - Sanbo Kyodan

  - Madhjamaka
    - kelet-ázsiai mādhjamaka
    - Dzsonang
    - Prasaṅgika
    - Szvatantrika

  - Nicsiren buddhizmus
    - Nicsirensó iskola
    - Nicsiren iskola
    - Szóka Gakkai

  - Tiszta Föld buddhizmus
    - Dzsódo sin
    - Dzsódo

  - Jógácsára
    - Kelet-ázsiai jógácsára
- Nikaja buddhizmus (Nyugaton helytelenül  "hínajáná" -nak nevezik) 
  - Humanista buddhizmus
  - Théraváda
    - Szangharádzsa-nikája (Banglades)
    - Mahászthabir-nikája (Banglades)
    - Dvara Nikaja (Burma)
    - Svegjin-nikája (Burma)
    - Thudhamma-nikája (Burma) 
      - Mahászi Szajádav hagyománya

    - Amarapura-nikája (Srí Lanka)
    - Ramanna-nikája (Srí Lanka)
    - Sziámi-nikája (Srí Lanka)
    - Dhammajuttika rend (Thaiföld) 
      - Thai erdei hagyomány
        - Ácsán Cshá hagyománya

    - Mahá-nikája (Thaiföld) 
      - Dhammakaya Mozgalom

  - Vipasszaná mozgalom
- Vadzsrajána
  - Kínai ezoterikus buddhizmus
  - Nevar buddhizmus (Nepál)
  - Indonéz ezoterikus buddhizmus
  - Singon buddhizmus
  - Tantrikus Théraváda
  - Tendai buddhizmus
  - Tibeti buddhizmus
    - Bon (Tibet, Bhután, Nepál)
    - Gelug
    - Kagyu
      - Dagpo kagyü
        - Karma kagyü
        - Kagyüpa
        - Drukpa kagyü

      - Sangpa kagyü

    - Nyingmapa
    - Szakjapa
    - dzsonang
    - Bodongpa
- Navajána
  - Dalit buddhista mozgalom
- Kirat Mundhum (Nepál)

#### Új buddhista mozgalmak
- Neo-buddhista mozgalom
- Sambhala buddhizmus
- Gyémánt út buddhizmus
- Triratna buddhista közösség
- Új Kadampa hagyomány [3]
- Share International
- True Buddha School
  - Nipponzan-Myōhōji-Daisanga
- Hòo H .o
- Buddhizmus az USA-ban

### Hinduizmus
- Ayyavazhi
- Shaivizmus [4]
  - Aghori
  - Indonéz shaivizmus (elsősorban Balin)
  - Kápálika
  - Kasmíri saivizmus
  - Kaumaram
  - Náth
  - Pashupata shaivizmus
  - Shaiva Sziddhánta
  - Veerashaivizmus ( Lingájatok )
- Saktizmus [4]
  - Kalikula
  - Srikula
- Zmusartizmus
- Śrauta
- Tantrizmus
  - Baul
  - Kaula
- Vaisnavizmus [4][5]
  - Brahma Sampradaya 
    - Gaudiya vaisnavizmus 
      - Gaudiya Saraswata Sampradaya 
        - A Krisna-tudat nemzetközi társasága [6]

    - Haridasa
    - Radha-Vallabha
    - Vaisnava-Sahajiya

  - Ekasarana Dharma
  - Kapadi Sampradaya
  - Mahanubhava
  - Nimbarka Sampradaya
  - Pranami Sampraday
  - Rudra Sampradaya 
    - Pushtimarg
    - Charan Dasi

  - Sri Vaishnavizmus 
    - Ramanandi Sampradaya
    - Swaminarayan Sampraday 
      - Bochasanwasi Shri Akshar Purushottam Swaminarayan Sanstha ( BAPS )
      - Nemzetközi Swaminarayan Satsang Mandal (ISzmus)
      - Nemzetközi Swaminarayan Satsang szervezet (ISSO)
      - Narnarayan Dev Yuvak Mandal (NNDYM)

    - Thenkalais 
      - Manavala Mamunigal Sabha

    - Vadakalais 
      - Munitraya Sampradayam

  - Varkari

Bhakti mozgalmak
- Sant Mat [7]
  - Advait Mat
  - Dadupanth
  - Kabir Panth
  - Nanak Panth
  - Radha Soami 
    - Radha Soami Satsang Beas
    - Radha Swami Satsang, Dinod

  - Ravidassia
  - Sadh 
    - Isteni fény küldetés

Hindu reformmozgalmak
- Ananda Marga [8] (Ánanda Márga)
- Arya Samaj [9] (Árja Szamádzs)
- Brahmoizmus 
  - Brahmo Samaj (Brahmo Szamádzs)
  - Sadharan Brahmo Samaj
- Chinmaya küldetés
- Hindutva
- Matua Mahasangha
- Ramakrishna küldetés
- Satsangon
- Satya Dharma
- Sri Aurobindo Ashram

Hindu nagy filozófiai iskolák és mozgalmak
- Njája
- Mímánsza
- Szánkhja
- Vaisésika
- Védánta
  - Advaita Vedanta
  - Integrált jóga
  - Dvaita Vedanta
  - Vishishtadvaita
- Jóga
  - Ashtanga jóga
  - Bhakti jóga
  - Jnana jóga
  - Karma jóga
  - Kundalini jóga
  - Hatha jóga
  - Rádzsa jóga
  - Szahaja jóga
  - Sziddha jóga
  - Surat Shabd Jóga
  - Tantrikus jóga [10]

### Dzsainizmus
- Digambara
  - Bispanthi [11]
  - Digambar Terapanth
  - Kanji Panth [11]
  - Kanji Swami pánikja
  - Taran Panth
- Śvētāmbara 
  - Murtipujaka
  - Sthānakavāsī
  - Svetambar Terapanth

### Nepáli vallások
- Bön (Tibet / Nepál)
- Kirat Mundhum (wd)
- Newar buddhizmus
- Yumaizmus [12]

## Kelet-ázsiai vallások
Kelet-Ázsiából származó vallások; nevezetesen a taoizmus, a konfucianizmus és a shintoizmus, valamint a hozzájuk kapcsolódó és azokból származó vallások és hagyományok.

### Konfucianizmus
- Neokonfucianizmus

### Sintó
- Kosintó
- Sugendó
- Josida Sintó

#### Sintó által befolyásolt vallások
- Church of World Messianity
- Happy Science
- Konkókjó
- Oomoto
- PL Kyodan
- Tenrikjó
- Zenrinkjo

### Taoizmus
- Öt Mérő Rizs-iskola (Tien Si Tao)
  - Az égi mesterek útja  
    - Cseng-ji Tao (A jobb egység útja)
- Sang-csing iskola (Legfőbb Tisztaság Iskola)
- Ling-pao iskola (Mennyei Kincs Iskola)
- Csüan-csen iskola (A megtapasztalt erény iskolája) 
  - Sárkánykapu taoizmus
- Vu-Liu Paj (Vu-Liu iskola)
- Jao taoizmus (más néven: mejsanizmus)
- Faizmus (más néven: vöröshajú taoizmus)
- Hszüan-hszüe (Neotaoizmus)

### Más

#### Kína
- Pencsuizmus
- Csan buddhizmus
- Kínai népi vallás
- Kínai üdvösség vallások
- Falun kung
- Siniticizmus
- Ji-kuan-tao
- Miao népi vallás
- Motizmus  (történelmi)
- Vang Hao-tö
- Hszien-tien-tao
- Jao népi vallás
- Zsuang Sigong iskola

#### Korea
- Cheondoizmus
- Daejongizmus
- Daesun Jinrihoe
- Gasin hit
- Jeung San Do
- Koreai sámánizmus
- Von buddhizmus
- Suwunizmus

#### Észak-Közép-Ázsia
- Evenki sámánizmus
- Mancsu sámánizmus
- Nivkh sámánizmus
- Török–mongol vallások 
  - tengrizmus
  - burhanizmus
  - Vattisen Yaly

#### Vietnam
- Đạo Mẫu
- Kaodaizmus
- Ửo Bửu Sơn Kỳ Hương
- Đạo Dừa
- Hòo H .o

## Bennszülött (etnikai, népi) vallások
Azok a vallások, amelyek az egyes etnikai csoportok hagyományos szokásaiból és meggyőződéseiből állnak, finomítottak és több ezer éve bővülnek, gyakran hiányoznak a formális doktrínák.
Megjegyzés: Egyes képviselők nem tekintenek „vallásnak”, más kulturális kifejezéseket részesítenek előnyben.

### Afrika

#### Hagyományos afrikai vallások
- Akan vallás
- Akamba vallás
- Baluba mitológia
- Bantu mitológia 
  - Kongo vallás
  - Zulu hagyományos vallás
- Berber vallás
- Bushongo mitológia
- Dinka vallás
- Efik mitológia
- Fon és Ewe vallás
- Igbo vallás
- Ik vallás
- Lotuko mitológiája
- Lozi mitológia
- Lugbara mitológiája
- Maasai mitológia
- Mbuti mitológia
- San vallás
- Serer vallás
- Tumbuka mitológia
- Urhobo
- Waaq
- Joruba vallás

#### Diaszpórikus afrikai
- Candomblé
- Comfa
- Espiritizmuso
- Kumina
- Obeah
- Palo
- Quimbanda
- Santeria
- Tambor de Mina
- Trinidad Orisha
- Umbanda
- Vodou
- Winti

### Amerika
- Észak-amerikai vallások
- Kaliforniai vallások 
  - Miwok-mitológia
  - Ohlone-mitológia
  - Pomo vallás
- Közép-amerikai vallások 
  - Azték vallás
  - Maja vallás
  - Purépecha vallás

### Délkelet-Ázsia
- Sarnaizmus
- Vietnami népi vallás 
  - Caodaizmus
  - Đạo Mẫu
  - Hoahaoizmus

### Ausztronéz
- Batak Parmalim
- Dayak vallás 
  - Kaharingan
  - Momolianizmus
- Javanese Kejawèn
- Karo Pemena
- Malajziai népi vallás
- Fülöp-szigeteki Dayawizmus 
  - Tagalog hiedelmek
- Polinéz mitológia 
  - Hawaii vallás
  - Málori vallás
- Sumbese Marapu
- Sundanese Wiwitan

### Kína
- Kínai rituális mesteri hagyományok
- Kínai üdvösség vallások 
  - Xiantiandao
  - Yiguandao
- Luoizmus
- A népi vallás
- Yao népi vallás

### Japán
- Ryukyuan vallás
- sintó

### Korea
- Cheondoizmus
- Jeungsanizmus
- Koreai sámánizmus

### Tai
- Ahom vallás
- Mo vallás

### Tibet
- Bon
- Burmai népi vallás
- Benzhuizmus
- Bimoizmus
- Bathouizmus
- Bongthingizmus
- Donyi Polo
- Kiratizmus
- Qiang népi vallás
- Sanamahizmus

### Uráli
- Mari
- Mordvin
- Sámi sámánizmus
- Udmurt Vos

## Új vallási mozgalmak
Azok a vallások, amelyek nem tekinthetők világvallásnak vagy hagyományos népi vallásnak, és általában újabbak a kezdetükben.

### Új etnikai vallások

#### Afroamerikai
- Ausar Auset Társaság
- Dini Ya Msambwa
- Mumboizmus
- Iszlám Nemzet
- Az Úr nemzete
- Nuwaubian Nation

#### Fehér
- Ariozófia
- Fekete Rend
- Keresztény identitás
- Új népi mozgalmak 
  - Wotansvolk
- Thule Társaság

#### Őslakos amerikai
- Szellemtánc
- Shaker Egyház
- Native American Church

#### Latin-Amerikai
- Mexicayotl

### Újpogányság

#### Etnikai újpogányság
- Balti újpogányság 
  - Dievturība
  - Romuva
- Kaukázusi újpogányság 
  - Abház újpogányság
  - Habzeizmus (adige-cserkesz újpogányság)
  - Hetanizmus (örmény újpogányság)
  - Asszianizmus (oszét újpogányság)
- Kelta újpogányság
- Uráli/finnugor újpogányság
  - Észt újpogányság
  - Finn újpogányság
  - Magyar újpogányság
- Heathenry (Germán újpogányság)
- Hellenizmus
- Római újpogányság
- Közel-keleti újpogányság
  - Zúizmus
  - Kemetizmus
- Szláv újpogányság
- Zalmoxizmus (dák-trák újpogányság)

#### Szinkretikus újpogányság
- Adonizmus
- Minden Világ Egyház
- Aphrodité Egyháza
- Feraferia
- Istennő-mozgalom
- Neodruidizmus
- Neosamanizmus
- Pow-wow
- Summum
- Wicca

- - Brit Hagyományos Wicca 
    - Gardneriánus Wicca
    - Alexandriánus Wicca
    - Central Valley Wicca
    - Algard Wicca
    - Khthonioi Alexandriánus Wicca
    - Blue Star Wicca

  - Seax-Wicca
  - Eklektikus Wicca
  - Kelta Wicca
  - Dianikus Wicca
  - Faery Wicca
  - Grúz Wicca 
    - Az Istennő Szövetsége

### Enteogén vallások
- Az Univerzum egyháza
- Neo-amerikai egyház
- Santo Daime
- Az igazi belső fény egyháza
- Tensegrity
- THC minisztérium
- União do Vegetal

### Új Gondolat mozgalom
- Egységes és Dicsőséges Egyház
- Vallási Tudomány
  - Keresztény Tudomány
  - Isteni Tudomány Egyháza
  - Zsidó tudomány
- Unity Church
- Seicho-no-Ie

### Paródia-vallások
- Eutanázia egyház
- Repülő Spagettiszörny
- SubGenius-egyház
- Dinkoizmus
- Diszkordizmus
- Dudeizmus
- Iglesia Maradoniana
- Láthatatlan Rózsaszín Egyszarvú
- Kibology
- Kopimizmus
- Landoveri Baptista Egyház
- Utolsó csütörtök
- Sillinizmus (Aerican Empire)[halott link]

### Poszt-teista és naturalista vallások
- Az Értelem kultusza (történelmi)
- A Legfőbb Lény kultusza (történelmi)
- Deizmus
- Dudeizmus
- Etikai mozgalom
- Szabadgondolkodó
  - Észak-Texasi Szabadgondolkodó Egyház
- Istenépítés (God-building)
- Humanizmus
- Jedizmus
- Amerikai Mór Ortodox Egyház
- Panteizmus
  - Naturalista panteizmus 
    - Panteista Világmozgalom
- Raëlizmus
- Az Emberiség Vallása
- Szinteizmus
- Unitarista univerzalizmus
- Univerzális Élet
- Ietsizmus

### UFO-vallások
- Éteri Társaság
- Mennyország Kapuja
- Raëlizmus
- Szcientológia
- Unarius Tudományos Akadémia
- Univerzum-emberek

### Nyugati ezotéria
- Belső Fény Testvérisége
- Az Arany Hajnal Hermetikus Rendje
- Hermetizmus
- Luciferianizmus
- Ordo Aurum Solis
- Rózsakeresztesek
  - Rózsa és Kereszt Ősi és Misztikus Rendje
  - Rózsakeresztes Közösség
- Sátánizmus
  - LaVey-i sátánizmus
    - Sátán Egyháza

  - Teista sátánizmus
    - Ophite Cultus Satanas
- A Fény Szolgái
- Set of Temple
- Thelema
  - A∴A∴
  - Ordo Templi Orientis
  - Typhonian Order
- Teozófia

### Egyéb új vallások, mozgalmak
- Adidam
- Antropozófia
- Eckankar
- Family International
- A negyedik út
- Huna
- New Age
- Omnizmus
- Radzsnís- mozgalom
- Santa Muerte
- Spiritizmus

## Egyéb, történelmi vallások
- Védikus vallás
- Ókori egyiptomi vallás
  - Atonizmus
- Az ókori Mezopotámia vallása
  - Sumér vallás
- Ősi szemita vallás 
  - Kánaáni-föníciai vallások
  - Yahwizmus
- Hurri vallás
- Urartu vallás
- Proto-indoeurópai mitológia
- Proto-indo-iráni vallás
- Mazdaizmus
- Görög mitológia
  - Ókori görög vallás
  - Görög-római misztériumok
    - orfizmus
    - Dionüszosz-kultusz
    - Eleusziszi misztériumok
    - Ízisz-kultusz
- Gnoszticizmus
- Hermetizmus
- Gréko-buddhizmus
- Római vallás
  - Császári kultusz
  - Gall-római vallás
  - Mithraizmus
- Manicheizmus
  - Mazdakizmus
- Szkíta vallás
- Germán ősvallás
  - Angolszász pogányság
  - Kontinentális germán mitológia
  - Frank mitológia
  - Óészaki vallás
- Ősi kelta vallás
- Balti mitológia
- Szláv pogányság
- Finn mitológia
- Magyar ősvallás
- Ainu vallás
- Csendes-óceáni őshonos vallások
  - Melanéziai mitológia
  - Mikronéziai mitológia
  - Naurui őshonos vallás
  - Cook-szigetek mitológiája
  - Rapa Nui mitológia
  - Tongai vallás
- Közép-amerikai őshonos vallások
  - Inka mitológia
  - Olmék vallás
  - Tolték vallás
  - Zapoték vallás
- Fuegiai vallások 
  - Selk'nam-mitológia
- Guancse vallások
- Szuahéli vallás
- Jamaikai Maroon vallás

## Külső linkek
- Patheos világvallások könyvtára
- A vallási meggyőződés vagy ragaszkodás statisztikája Archiválva 2018. december 26-i dátummal a Wayback Machine-ben
- BBC.co.uk a világ legfontosabb vallásairól

## Fordítás
Ez a szócikk részben vagy egészben  a   List of religions and spiritual traditions című angol Wikipédia-szócikk fordításán alapul.  Az eredeti cikk szerkesztőit annak laptörténete sorolja fel. Ez a jelzés csupán a megfogalmazás eredetét és a szerzői jogokat jelzi, nem szolgál a cikkben szereplő információk forrásmegjelöléseként.